# NGC 2037
NGC 2037 is een open sterrenhoop in het sterrenbeeld Goudvis. Het hemelobject werd in 1836 ontdekt door de Britse astronoom John Herschel.

## Synoniemen
- ESO 56-SC159